# Conicofrontia dallolmoi
Conicofrontia dallolmoi là một loài bướm đêm trong họ Noctuidae.